# Valerius Cordus

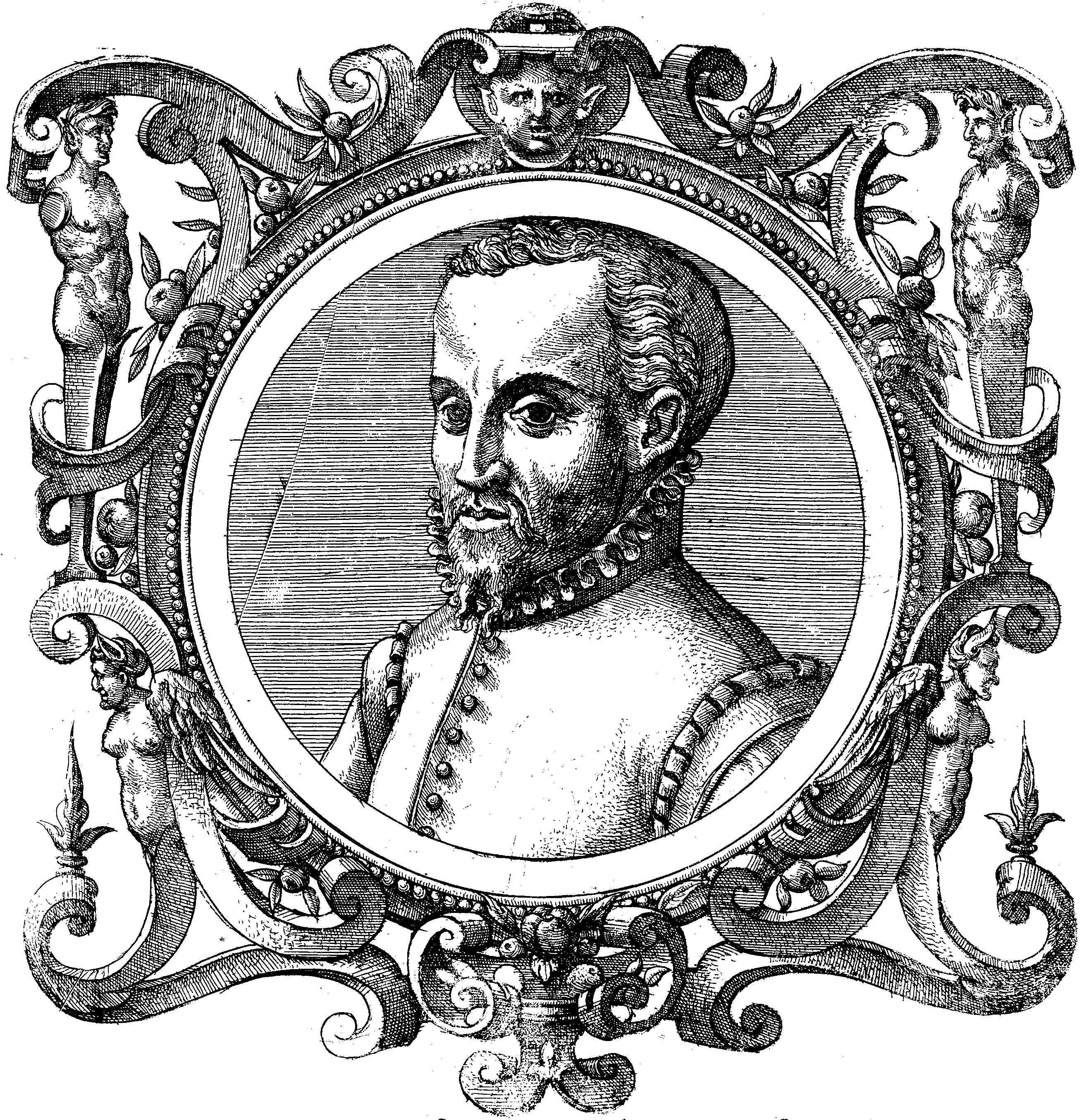
Valerius Cordus

Valerius Cordus (* 18. Februar 1515 in Simtshausen oder Erfurt; † 25. September 1544 in Rom) war ein deutscher Botaniker, Arzt, Pharmakologe und humanistischer Naturforscher. Sein offizielles botanisches Autorenkürzel lautet „V.Cordus“.

## Leben

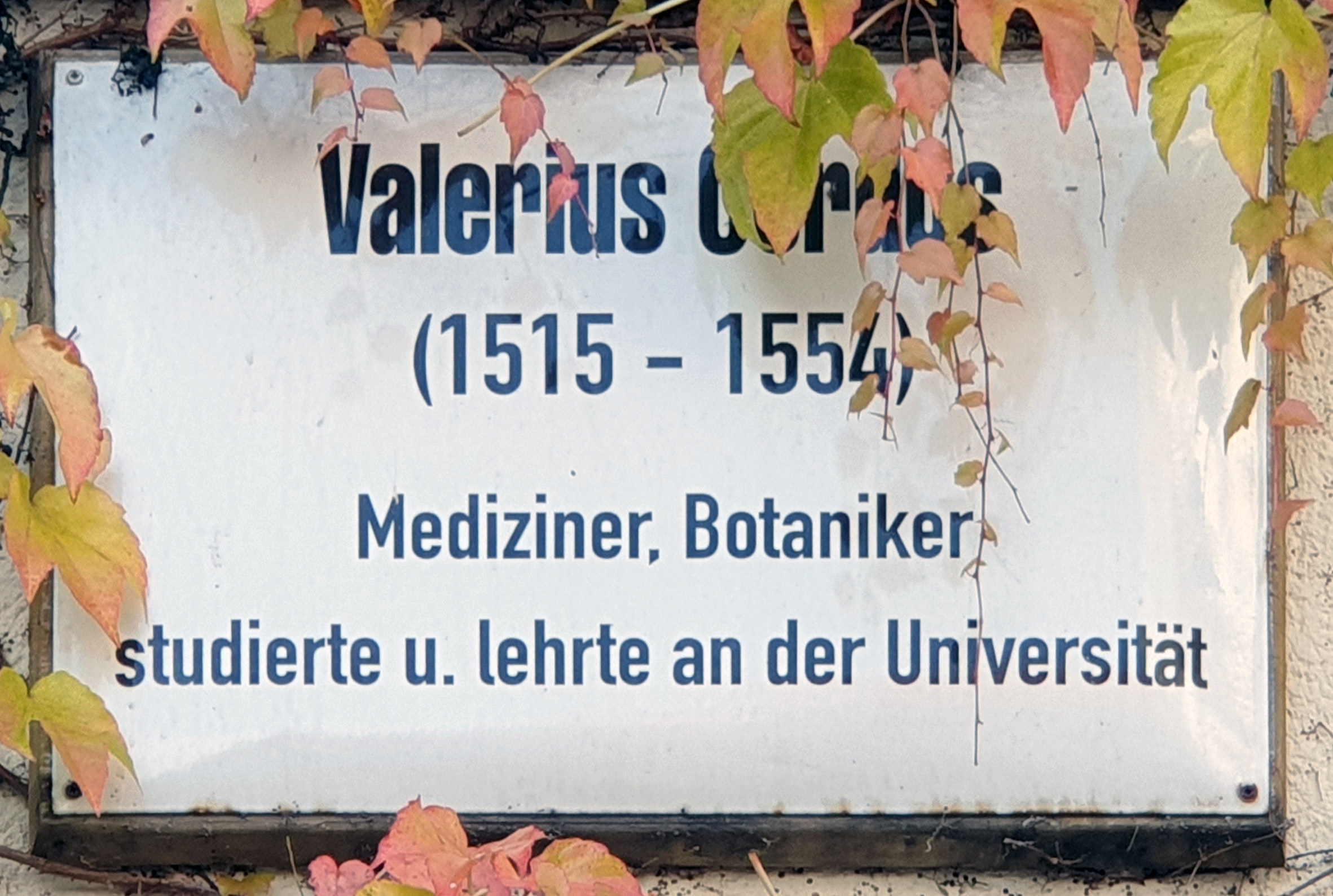
Gedenktafel am Haus, Mittelstraße 43a, in Wittenberg

Der schon früh in den alten Sprachen unterrichtete Sohn des Arztes und Dichters Euricius Cordus (Heinrich Ritze, 1486–1535) studierte ab 1527 an der neugegründeten protestantischen Universität Marburg, wo sein Vater erster Professor der Medizin war, und erwarb dort 1531 den Grad eines Baccalaureus. 1533 setzte er sein Studium in Leipzig fort. Ab 1539 studierte er (unter anderem bei Philipp Melanchthon) an der Universität Wittenberg Medizin und Botanik und lehrte dort anschließend als Professor.
Er befasste sich mit Dioskorides, führte, auf seinen botanischen Exkursionen mehrmals begleitet von seinem Schüler, dem Levante-Reisenden Pierre Belon, beachtenswerte lokalfloristische Studien vor allem in Mittel- und Süddeutschland durch und beschrieb zahlreiche neue, teilweise seltene Pflanzenarten. Er war ein vorzüglicher Beobachter und hatte unter anderem die Fortpflanzung der Farne bereits klar erkannt. Über den Braunstieligen Streifenfarn Asplenium trichomanes schreibt er:

„Er produziert weder Blüte noch Samen, pflanzt sich aber trotzdem fort, und zwar durch der Unterseite der Blätter anhaftendes Pulver, wie alle anderen Farnarten auch.“

Auf Anregung seines Onkels, des Apothekers Johannes Ralla, verfasste er die erste gesetzlich vorgeschriebene Pharmakopöe nördlich der Alpen als Nürnberger Stadtpharmakopöe unter dem Titel Dispensatorium pharmacorum omnium, quae in usu potissimum sunt (Nürnberg, 1546), genannt auch Dispensatorium Norimbergense. In einem weiteren Werk beschreibt er die Destillation von Kräutern und Säuren: Annotationes in Pedacei Dioscorides de Materia Medica liber quinque. Liber de artificiosis extractionibus. Liber II de destillatione oleorum (Straßburg 1561).
Ein weiteres Werk, Historiae plantarum libri IV (Straßburg 1561), wurde von Conrad Gessner postum herausgebracht. Zwei Jahre später folgte das ebenfalls von Gessner herausgegebene fünfte Buch.
Cordus wird die erstmalige Synthese (1554) von dem später als Narkotikum benutzten Äther (Diethylether, „süßes Vitriol“) aus Schwefelsäure und Alkohol zugeschrieben, andere weisen seinem Onkel Johannes Ralla diese Leistung zu.
Ab 1542 oder 1543 unternahm er, begleitet von Cornelius Sivard, eine Studienreise nach Italien mit Aufenthalten in Padua, Lucca, Florenz und Rom, wo er 29-jährig an den Folgen eines Unfalls mit Sturz vom Pferd starb und begraben wurde. Sivard übersandte Cordus’ Aufzeichnungen und eine Sammlung italienischer Pflanzen an dessen Familie. Von dieser Reise blieb Stirpium descriptionis liber quintus (Straßburg 1563) wegen seines frühen Todes ein Torso.

## Ehrungen
Charles Plumier benannte ihm zu Ehren die Gattung Cordia der Pflanzenfamilie der Raublattgewächse (Boraginaceae). Carl von Linné übernahm später diesen Namen.

## Schriften

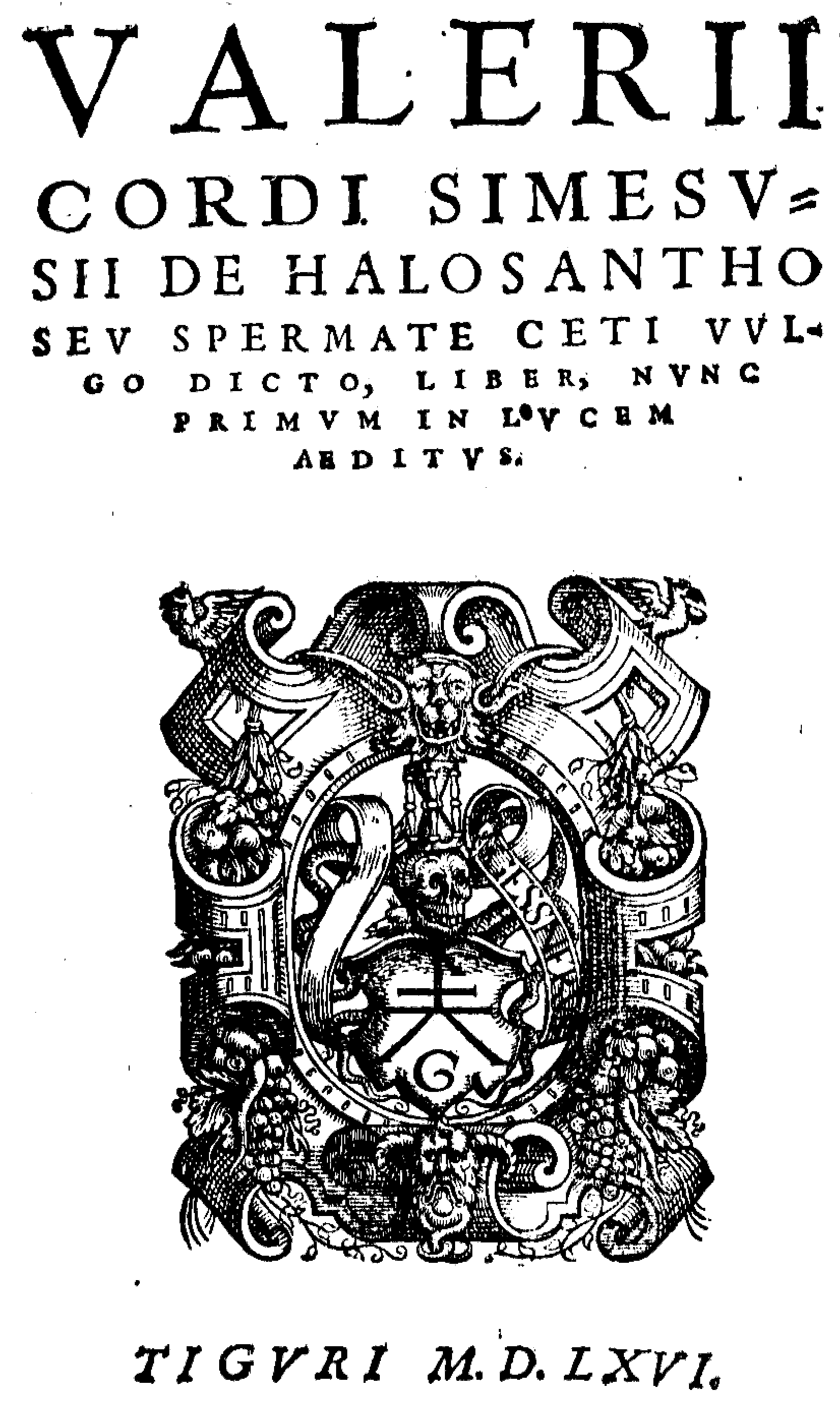
Titelseite von De halosantho seu spermate Ceti vulgo dicti

- Dispensatorium pharmacorum omnium, quae in usu potissimum sunt. Nürnberg 1546 – mit Anmerkungen von Peeter van Coudenberghe (1517–1599) und Lobelius, mehrfach nachgedruckt:
  - Pharmacorum omnium, quae quidem in usu sunt, conficiendorum ratio, vulgo vocant Dispensatorium pharmacopolarum [...]. Nürnberg 1546 (und öfter); Neudruck, mit einem Geleitwort von Ludwig Winkler (s. u.), Mittenwald 1934.
  - Pharmacorum conficiendorum ratio: vulgo vocant dispensatorium. (Paris, 1548 Digitalisat, Nürnberg, 1551 Digitalisat)
  - Dispensatorium, hoc est Pharmacorum conficiendorum ratio. (Lugdunum, 1556 Digitalisat, Lugdunum, 1575 Digitalisat, 1571 Digitalisat, revidierte und korrigierte Version von Peter Coudenberghe, Lyon, Cloquemin, 1579 Digitalisat)
  - Valerii Cordi Dispensatorium sive, Pharmacorum conficiendorum Ratio. Maire, Lugduni Batavorum 1637 (Digitalisat).
- Sylva rerum fossilium in Germania, plurimarum metallorum, lapidum, stirpium aliquot rariorum / De artificiosis extractionibus libri / Compositiones medicinales aliquot non vulgares [Beobachtungen und Anmerkungen des Cordus]. Egenolph, Frankfurt am Main 1549 (aufgrund der lateinischen Fassung des Dioscorides durch Ruellius). Auch in:
- In hoc volumine continentur Valerii Cordi ... Annotationes in Pedacii Dioscoridis. Josias Rihel, Straßburg 1561 (Digitalisat)
  - Sammelband von Valerii Cordi Annotationes In Dioscoridis. Bücher I-V, Valerii Cordi Historiae plantarum. Bücher I-IV, Sylva Observationum variarum Valerii Cordi, Valerii Cordi De Artificiosis, Valerii Cordi Compositiones medicinales aliquot, non vulgares und anderen Büchern
- Stirpium descriptionis liber quintus […]. Josias Rihel, Straßburg 1563 (Digitalisat).
- De halosantho seu spermate Ceti vulgo dicti. In: De omni rerum fossilium genere. Gesner, Zürich 1566 (Digitalisat).